# الدوري الإنجليزي لكرة القدم 2005–06
الدوري الإنجليزي لكرة القدم 2005–06 (بالإنجليزية: 2005–06 Football League)‏ هو موسم من دوري كرة القدم الإنجليزي. فاز فيه نادي ريدنغ.